# Donald A. Martin
Donald Anthony Martin, znany też jako Tony Martin (ur. 24 grudnia 1940) – amerykański matematyk specjalizujący się w logice matematycznej i filozofii matematyki. Profesor matematyki i filozofii na Uniwersytecie Kalifornijskim w Los Angeles (UCLA), dyrektor Centrum Logicznego na tymżesz uniwersytecie. Członek Amerykańskiej Akademii Sztuki i Nauki (j.ang. American Academy of Arts and Sciences).

## Ważniejsze osiągnięcia
- Zaproponował aksjomat forsingowy znany dzisiaj jako MA. Aksjomat zaproponowany przez Martina i pewne jego zastosowania były przedstawione w 1970[1] a dowód niesprzeczności tego aksjomatu był opublikowane w 1971[2].
- Udowodnił, że jeśli istnieje liczba mierzalna, to gry nieskończone na zbiory analityczne są zdeterminowane[3].
- Wykazał, że gry nieskończone na zbiory borelowskie są zdeterminowane[4][5].
- W końcu lat 80. XX wieku, Hugh Woodin, Donald Martin i John Steel wykazali, że przy założeniu istnienia znacznie większych dużych liczb kardynalnych, wszystkie gry na zbiory z wyższych klas rzutowych też są zdeterminowane[6][7]. Ponadto udowodnili oni, że jeśli istnieją odpowiednio duże liczby kardynalne, to ZF+AD jest niesprzeczne.